# Mentalize
Albums de Andre Matos
Time to Be Free
(2007)
Mentalize est le deuxième album solo d'Andre Matos.

## Liste des morceaux
1. "Leading On" – 5:11
2. "I Will Return" – 5:11
3. "Someone Else" – 5:49
4. "Shift The Night Away" – 5:02
5. "Back To You" – 4:17
6. "Mentalize" – 4:07
7. "The Myriad" – 5:11
8. "When The Sun Cried Out" – 4:41
9. "Mirror Of Me" – 4:18
10. "Violence" – 5:04
11. "A Lapse In Time" – 2:47
12. "Power Stream" – 4:14

## Formation
- Andre Matos (chant, piano)
- André Hernandes (guitare)
- Hugo Mariutti (guitare)
- Fabio Ribeiro (claviers)
- Luis Mariutti (basse)
- Eloy Casagrande (batterie)